# Großenaspe
Großenaspe ist eine Gemeinde im Westen des Kreises Segeberg in Schleswig-Holstein. Freiweide, Brokenlande, Warmkammer, Bissenbrook, Dorotheental, Oberhof, Sellhornhof und Immehof liegen im Gemeindegebiet.

## Geografie und Verkehr
Großenaspe liegt etwa zehn Kilometer südlich von Neumünster in ländlicher Umgebung. Westlich verläuft die Bundesautobahn 7 von Hamburg nach Flensburg. Am Ortsrand verläuft die Bahnstrecke Hamburg-Altona–Neumünster und der Haltepunkt der AKN Großenaspe liegt im Norden. Von 1919 bis 1973 führte die 9 km lange Torfbahn Großenaspe–Hasenmoor vom Bahnhof ins Hasen- oder Königsmoor.

## Geschichte
Großenaspe wurde 1343 erstmals urkundlich erwähnt. Der Name leitet sich vermutlich von der Baumart Espe ab.
Im Jahre 1860 wurde beim Pflügen ein Reif gefunden, der aus einer Metalllegierung aus Gold und Silber besteht und hohl gearbeitet ist. Er stammt aus der Bronzezeit und ist als Eidring bekannt, obwohl er entgegen früheren Annahmen nicht zu diesem Zweck verwendet wurde. Heute befindet er sich im Landesmuseum in Schloss Gottorf und ist im Gemeindewappen abgebildet.
Der Ort wurde auch durch den Bau der achteckigen Katharinenkirche bekannt, die im Jahre 1772 von der russischen Zarin Katharina II. in Auftrag gegeben und nach ihr benannt wurde.

## Politik

### Gemeindevertretung
Bei der Kommunalwahl am 14. Mai 2023 wurden insgesamt 17 Sitze vergeben. Von diesen erhielt die CDU zehn Sitze, die Bürger für Bürger Großenaspe vier Sitze und die Aktive Wählergemeinschaft Großenaspe drei Sitze.

### Wappen
Blasonierung: „In Grün ein goldener Eidring, begleitet in den Oberecken von zwei silbernen Espenblättern.“

## Sehenswürdigkeiten
In der Liste der Kulturdenkmale in Großenaspe stehen die in der Denkmalliste des Landes Schleswig-Holstein eingetragenen Kulturdenkmale. Vom 16 Meter hohen Aussichtsturm Ketelvierth hat man eine gute Aussicht über die holsteinische Geest.